# 정치 드라마
정치 드라마(Political drama)는 그 당시에 정치 상황을 사실에 맞게 재현한 다큐드라마이다. 또한 사실주의에서 벗어나 당시상황을 픽션으로 재연한 드라마이기도 하다.
미국등 선진국들은 이미 정치관련 내용이 드라마 소재인 픽션으로 쓰일정도로 일상화가 진행되었으나, 동아시아권은 민감한 현대사와 그리고 현재 집권층의 영향 때문으로 사실을 다루는 정치드라마를 자주 쓰기 어렵다.
정치드라마는 당시 그 국가의 시청자들이 열망하는 "정치적 이상" 과 "신념"에 대해 엿볼 수 있는 대목으로 평가받고 있다.

## 예
- 미국에서는 "24시간", "웨스트 윙"
- 일본에서는 체인지(CHANGE)
- 대한민국에서는 1981년 드라마 제1공화국을 시작으로 제2공화국, 제3공화국, 제4공화국, 코리아게이트, 3김시대 등이 나왔으며, 최근에는 드라마 제5공화국이 방영되기도 했다. 한편 2010년에는 가상의 대한민국을 배경으로 한 대물이 방영되어 화제가 되기도 하였다.